# 秦緗武
秦缃武，原名廷甲，字应榴，号省吾。金匮人，清代作家，秦瀛长子。
太学生出身。以子秦赓彤赠奉政大夫、刑部奉天司主事，翰林院庶吉士加二级，累赠中宪大夫。著有《城西草堂诗集》四卷。葬富安乡龙舌尖父坟。